# Gwiazda (gimnastyka)

Gwiazda

Gwiazda, przerzut bokiem − efektowne ćwiczenie gimnastyczne, polegające na pełnym obrocie wyprostowanego tułowia wokół osi podłużnej w płaszczyźnie czołowej.
Wykonanie ćwiczenia
Z postawy przodem do kierunku ruchu należy unieść ramiona w przód w górę z jednoczesnym wznosem jednej nogi w przód. Następnie następuje wykonanie kroku w przód z jednoczesnym opadem tułowia oraz zamachem wyprostowaną nogą w tył. Ręce opierają się o podłoże bokiem do kierunku wykonywania ćwiczenia. Następuje dynamiczne przejście przez fazę stania na rękach, nogi znajdują się w pozycji rozkrocznej. Tułów pozostaje wyprostowany. Ręce kolejno odpychają się od podłoża i następuje przejście do stania w rozkroku z ramionami uniesionymi w górę na zewnątrz. Cały element należy wykonać dynamicznie, w równym tempie. Ćwiczenie to można wykonać z miejsca i z rozbiegu.
Wariantami tego ćwiczenia są:
- gwiazda na jednej ręce
- salto machowe (gwiazda bez dotykania rękami podłoża)[3]